# 野村将希
野村 将希（のむら まさき、本名、野村 正樹（読み同じ）、1952年11月13日 - ）は、日本の俳優、演歌歌手である。旧芸名、野村 真樹（読み同じ）。
所属事務所はサンミュージックプロダクション。所属レコード会社はテイチクエンタテインメント。

## 経歴
福岡県北九州市生まれの、兵庫県尼崎市育ち。長嶋茂雄に憧れて小学校から野球を始め、プロ野球選手を目指して尼崎市立尼崎産業高等学校に進学して野球部に入部したが、無理が祟った練習により思い通りのプレーができなくなり、プロ野球の道を断念。野球の次に好きな歌の世界で勝負しようと高校を中退し、1969年に歌手を目指して上京。デビュー前に高崎競馬場で約3か月間厩務員のバイトをしていた。そして新宿の靴屋で靴磨きのバイト中、サンミュージック相沢社長の目にとまりスカウトされた。決め手は『笑顔』だったそうである。
1970年、RCAレコードと契約、同年4月に『ひるのプレゼント』（NHK総合テレビジョン）の新人コーナーに出演し、『涙をかついで行こうよ』（デビュー曲『一度だけなら』のB面収録曲）を歌い注目を集めた。
1970年6月5日に『一度だけなら』をリリース、正式に男性アイドル歌手としてデビューを果たす。キャッチフレーズは「歌謡界の若獅子」。同年『野良猫ロック ワイルド・ジャンボ』にスリーNの一人として映画初出演（残りの2人はにしきのあきら、夏夕介）を果たす。さらにデビュー曲「一度だけなら」はいきなり大ヒットと成り、第12回日本レコード大賞新人賞・第1回日本歌謡大賞放送音楽新人賞・第3回日本有線大賞新人賞などを総なめに受賞、同年末放映の第21回NHK紅白歌合戦には初出場をそれぞれ達成した。
その後修行のため2年間海外に渡り、帰国後の1982年、芸名を現在の野村将希に改名した。
その一方で役者としても才能を開花させ、1987年放送の『水戸黄門第17部』から柘植の飛猿役としてレギュラー入りし、当たり役となった。

## 人物
私生活では2男の父で、長男はプロサッカー選手の野村政孝、次男は俳優の野村祐希 である。
少年時代より野球で鍛えた抜群の運動神経から芸能人スポーツ大会などでも活躍し、『スポーツマンNo.1決定戦』では2007年10月現在、芸能人大会19回中18回に出場しており、「コロッセオの鉄人」の異名をもつ。パワー系が得意で芸能人サバイバルバトルのパワー系の一通りの種目は制覇している。

## ディスコグラフィ

### シングル
- 1 - 21：野村真樹名義（RCA）、22 - ：野村将希名義。
- 22 - 26：トーラス、27 - ：テイチク。

| #  | 発売日          | A/B面 | タイトル               | 作詞         | 作曲             | 編曲       | 規格品番   |
| -- | --------------- | ----- | ---------------------- | ------------ | ---------------- | ---------- | ---------- |
| 1  | 1970年 6月5日   | A面   | 一度だけなら           | 山口洋子     | 猪俣公章         | 猪俣公章   | JRT-1085   |
| 1  | 1970年 6月5日   | B面   | 涙をかついで行こうよ   | 阿里あさみ   | 鈴木邦彦         | 鈴木邦彦   | JRT-1085   |
| 2  | 1970年 10月15日 | A面   | 信じてほしい           | なかにし礼   | 猪俣公章         | 竹村次郎   | JRT-1118   |
| 2  | 1970年 10月15日 | B面   | 女なんかに             | なかにし礼   | 猪俣公章         | 竹村次郎   | JRT-1118   |
| 3  | 1971年 2月5日   | A面   | 歌舞伎町の女           | 吉川文郎     | 猪俣公章         | 馬飼野俊一 | JRT-1138   |
| 3  | 1971年 2月5日   | B面   | 最后の夜               | 鳥井実       | 猪俣公章         | 竹村次郎   | JRT-1138   |
| 4  | 1971年 5月25日  | A面   | ちょっと淋しいの       | 山口洋子     | さの秀祐         | 竹村次郎   | JRT-1158   |
| 4  | 1971年 5月25日  | B面   | 雨物語                 | 山口洋子     | 平尾昌晃         | 竹村次郎   | JRT-1158   |
| 5  | 1971年 9月5日   | A面   | 幸せ行きの汽車が出る   | 太田武彦     | 平尾昌晃         | 小谷充     | JRT-1188   |
| 5  | 1971年 9月5日   | B面   | 優しくだまして         | 山口洋子     | 平尾昌晃         | 竹村次郎   | JRT-1188   |
| 6  | 1971年 12月25日 | A面   | 何処か遠くへ           | 橋本淳       | 中村泰士         | 高田弘     | JRT-1208   |
| 6  | 1971年 12月25日 | B面   | 風に吹かれて           | 橋本淳       | 中村泰士         | 高田弘     | JRT-1208   |
| 7  | 1972年 3月25日  | A面   | 船乗りになりたい       | 有馬三恵子   | 中村泰士         | 馬飼野俊一 | JRT-1220   |
| 7  | 1972年 3月25日  | B面   | あの人は故郷           | 有馬三恵子   | 中村泰士         | 馬飼野俊一 | JRT-1220   |
| 8  | 1972年 6月25日  | A面   | 夕闇の果て             | 山口洋子     | 野々卓也         | 馬飼野俊一 | JRT-1232   |
| 8  | 1972年 6月25日  | B面   | 海を去ってゆく男       | たかたかし   | 杉村拳           | 竹村次郎   | JRT-1232   |
| 9  | 1972年 10月25日 | A面   | 雪の炎                 | 阿久悠       | 小林亜星         | 小杉仁三   | JRT-1253   |
| 9  | 1972年 10月25日 | B面   | 雨が降る風景           | 阿久悠       | 小林亜星         | 池田孝     | JRT-1253   |
| 10 | 1972年 12月20日 | A面   | 別れのときまで         | 久仁京介     | 堀征爾           | 竹村次郎   | JRT-1268   |
| 10 | 1972年 12月20日 | B面   | 君は今日嫁ぐ           | たかたかし   | 竹村次郎         | 竹村次郎   | JRT-1268   |
| 11 | 1973年 4月25日  | A面   | 雨に濡れてきた杏子     | 吉田旺       | 曽根幸明         | 小谷充     | JRT-1285   |
| 11 | 1973年 4月25日  | B面   | おんな傘               | 吉田旺       | 曽根幸明         | 小谷充     | JRT-1285   |
| 12 | 1973年 8月25日  | A面   | すすきのの女           | 志摩美之     | 牧野昭一         | 竹村次郎   | JRT-1306   |
| 12 | 1973年 8月25日  | B面   | 想い出の町             | 山口洋子     | 四方明           | 馬飼野俊一 | JRT-1306   |
| 13 | 1973年 12月20日 | A面   | 東京八景               | 阿久悠       | 井上忠夫         | 小谷充     | JRT-1329   |
| 13 | 1973年 12月20日 | B面   | 下町っ娘               | 吉松三枝子   | 井上忠夫         | 小谷充     | JRT-1329   |
| 14 | 1974年 7月25日  | A面   | 女の純情               | 山口洋子     | 鈴木淳           | 湯野カオル | JRT-1359   |
| 14 | 1974年 7月25日  | B面   | 同じ東京に住みながら   | 山口洋子     | 鈴木淳           | 京建輔     | JRT-1359   |
| 15 | 1975年 1月25日  | A面   | 今度逢えたら           | 山口洋子     | 鈴木淳           | 竜崎孝路   | JRT-1408   |
| 15 | 1975年 1月25日  | B面   | 移り香                 | 山口洋子     | 鈴木淳           | 池多孝春   | JRT-1408   |
| 16 | 1975年 10月5日  | A面   | 夜のブルース           | はぞのなな   | 福田徳朗         | 竹村次郎   | JRT-1450   |
| 16 | 1975年 10月5日  | B面   | 汽車を待つ女           | 千家和也     | 浜圭介           | 竹村次郎   | JRT-1450   |
| 17 | 1976年 3月25日  | A面   | わたしと踊って         | 中野良一     | 西村秀雄         | 西村秀雄   | JRT-1466   |
| 17 | 1976年 3月25日  | B面   | 私から言わせて         | 中野良一     | 西村秀雄         | 西村秀雄   | JRT-1466   |
| 18 | 1976年 9月25日  | A面   | 横浜あたり             | たかたかし   | 八木架寿人       | 馬飼野俊一 | RVS-1030   |
| 18 | 1976年 9月25日  | B面   | 愛の終りに             | 中野良一     | 西村秀雄         | 西村秀雄   | RVS-1030   |
| 19 | 1977年 2月25日  | A面   | 昼下りの喫茶店         | たかたかし   | 八木架寿人       | 馬飼野俊一 | RVS-1053   |
| 19 | 1977年 2月25日  | B面   | 泣かないで、泣かないで | 聖川湧       | 聖川湧           | 土持城夫   | RVS-1053   |
| 20 | 1977年 9月5日   | A面   | 北のブルース           | たかたかし   | 八木架寿人       | 馬飼野俊一 | RVS-1082   |
| 20 | 1977年 9月5日   | B面   | 白壁のホテル           | 永山和雄     | 八木架寿人       | 馬飼野俊一 | RVS-1082   |
| 21 | 1978年 6月25日  | A面   | ブルーグレーロマンス   | 島武実       | 宇崎竜童         | 大村雅朗   | RVS-1137   |
| 21 | 1978年 6月25日  | B面   | わかるかい             | 松山晴介     | 松山晴介         | 大村雅朗   | RVS-1137   |
| 22 | 1983年 2月21日  | A面   | 愛は行方不明           | 小林和子     | B.Crewe B.Gaudio | 川口真     | 07TR-1033  |
| 22 | 1983年 2月21日  | B面   | すれ違った女へ         | 小林和子     | 阿部敏郎         | 川口真     | 07TR-1033  |
| 23 | 1983年 9月21日  | A面   | 駅                     | なかにし礼   | 浜圭介           | 馬飼野俊一 | 07TR-1041  |
| 23 | 1983年 9月21日  | B面   | 男の詩集               | 藤田まさと   | 曽根幸明         | 竹村次郎   | 07TR-1041  |
| 24 | 1984年 6月21日  | A面   | つぐない               | 荒木とよひさ | 三木たかし       | 川口真     | 07TR-1066  |
| 24 | 1984年 6月21日  | B面   | ゆきずり酒場           | 水木かおる   | 遠藤実           | 池多孝春   | 07TR-1066  |
| 25 | 1985年 5月22日  | A面   | 今夜だけは             | 水木れいじ   | 浜圭介           | 馬飼野俊一 | 07TR-1092  |
| 25 | 1985年 5月22日  | B面   | うわさ街               | 山口洋子     | 猪俣公章         | 竹村次郎   | 07TR-1092  |
| 26 | 1986年 9月21日  | A面   | ついておいでよ         | 松本礼児     | 森山慎也         | 竜崎孝路   | 07TR-1131  |
| 26 | 1986年 9月21日  | B面   | 想い出づくり           | 水木かおる   | 遠藤実           | 斉藤恒夫   | 07TR-1131  |
| 27 | 1998年 5月21日  | 01    | 赤い花                 | 水木かおる   | 弦哲也           | 前田俊明   | TEDA-10420 |
| 27 | 1998年 5月21日  | 02    | 桜月夜の女             | 水木かおる   | 弦哲也           | 前田俊明   | TEDA-10420 |
| 28 | 2001年 7月25日  | 01    | 夕子                   | 池田充男     | 徳久広司         | 南郷達也   | TEDA-10511 |
| 28 | 2001年 7月25日  | 02    | 夕顔の花               | 池田充男     | 徳久広司         | 南郷達也   | TEDA-10511 |
| 29 | 2002年 9月26日  | 01    | アカシアの女           | 池田充男     | 徳久広司         | 南郷達也   | TEDA-10556 |
| 29 | 2002年 9月26日  | 02    | ふたりの走り雨         | 池田充男     | 徳久広司         | 南郷達也   | TEDA-10556 |
| 30 | 2004年 8月4日   | 01    | 北の別離               | 仁井谷俊也   | 大谷明裕         | 伊戸のりお | TECA-11643 |
| 30 | 2004年 8月4日   | 02    | 男の忘れな草           | 仁井谷俊也   | 大谷明裕         | 伊戸のりお | TECA-11643 |
| 31 | 2005年 9月21日  | 01    | 一度だけなら           | 山口洋子     | 猪俣公章         | 伊戸のりお | TECA-12014 |
| 31 | 2005年 9月21日  | 02    | 信じてほしい           | なかにし礼   | 猪俣公章         | 伊戸のりお | TECA-12014 |
| 32 | 2013年 2月20日  | 01    | 冬花火                 | 大久保よしお | 徳久広司         | 前田俊明   | TECA-12419 |
| 32 | 2013年 2月20日  | 02    | 夜の朝顔               | 大久保よしお | 徳久広司         | 前田俊明   | TECA-12419 |

### アルバム
1. 野村将希 全曲集〜夕子〜（2001年9月21日）
2. 野村将希 全曲集〜アカシアの女〜（2002年9月26日）
3. 野村将希 2005年全曲集（2004年10月21日）
4. 野村将希 2006年全曲集（2005年9月21日）
5. 野村真樹 ゴールデン☆ベスト（2009年11月25日）

## 出演

### 映画
- 野良猫ロック ワイルド・ジャンボ（1970年8月1日公開、日活）
- 刑事物語5 やまびこの詩（1987年5月16日公開、東宝） - 大神和人(真之助の息子)
- 新・影の軍団 第参章・地雷火（シネマパラダイス） - 海老蔵
- 新・日本の首領 シリーズ（GPミュージアム） - 四国・石渡組幹部 蓮見幹男
- 許されざる者 獅子の血戦（2003年）- 佐田照久

### テレビドラマ
- おれは男だ! 第7話「真夜中に愛をこめて」（NTV、松竹） - ゲスト出演
- 花嫁はおかみさん（1972年、CX）
- 青春をつっ走れ（1972年、CX）
- 隠密剣士 突っ走れ! 第4話「怪竜を追う信太郎」（1974年、TBS） - 剣持隼人
- 青葉繁れる（1974年、TBS） - ジャナリ
- 私鉄沿線97分署（テレビ朝日、国際放映） - 三木敦史(白バイ警官)
- 木曜ゴールデンドラマ「夫婦関係」（1986年5月29日、YTV）
- ドラマシティー'92「好きだと言ってくれたなら」（1992年12月23日、YTV）
- ナショナル劇場・パナソニック ドラマシアター（TBS）
  - 水戸黄門（C.A.L） - 柘植の飛猿
    - 第17部 - 第28部（1987年 - 2000年）
    - 1000回記念スペシャル（2003年12月15日）
    - 最終回スペシャル（2011年12月19日）
    - 水戸黄門スペシャル（2015年6月29日）[注釈 4]

  - 水戸黄門外伝 かげろう忍法帖（1995年5月22日 - 9月4日、C.A.L） - 柘植の飛猿
- 土曜ワイド劇場「京都マル秘仕事人2」（松竹芸能、ABC）
- 金曜エンタテイメント（CX）
  - 「刑事調査官 玉坂みやこ1」（2003年7月11日） - 相沢和夫 役
  - 「浅見光彦シリーズ18しまなみ幻想〜愛媛・今治殺人事件」（2004年3月19日）
- 新春ワイド時代劇「国盗り物語」（2005年1月2日、TX） - 柴田権六
- 子連れ狼 第3シリーズ 第8話「哀しき一騎討ち！大五郎とほおづきの涙」（2004年、EX） - 真壁将監
- 完全ドキュメンタリードラマ「ザ・決断!9〜命をかけた！あの一瞬〜ドラマと証言で決断の真相に迫る」（2006年11月3日、TX）
- 日曜洋画劇場特別企画「柳生一族の陰謀」（2008年9月28日、EX） - 渡辺半蔵守綱
- リーガルハイ 第5話（2013年11月6日、CX） - 田向学
- 水曜ミステリー9「カメラマン亜愛一郎の迷宮推理」（2013年11月15日、TX） - 牧村健介
- ウロボロス〜この愛こそ、正義。（2015年、TBS） - 聖 由起人

### Vシネマ
- 真・雀鬼16 プロ雀士哀歌!漢たちの絆 (2003年) - 小池国三
- 実録・関東やくざ抗争史 松田組（2005年） - 菅長一郎(新聞記者)
- 実録・不退の松葉 完結編（2006年） - 新日本國真会常任相談役 舵沢芳樹
- 修羅の軍団（2006年）
- 千年の松（2009年）全2作 - 住越連合幹部 浜野政吉
- 極道の掟 第二章（2016年） - 黒崎組若頭 堂島組組長 堂島健吾 ※特別出演

### バラエティ
- スポーツマンNo.1決定戦（TBS）
- ペット大集合!ポチたま（テレビ東京） - 同番組開始当初、野村の家でゴールデンレトリーバーを子犬の頃から育てるコーナーが設けられていた。

### NHK紅白歌合戦出場歴
| 年度/放送回               | 回 | 曲目         | 出演順 | 対戦相手       |
| ------------------------- | -- | ------------ | ------ | -------------- |
| 1970年（昭和45年）/第21回 | 初 | 一度だけなら | 03/24  | ザ・ピーナッツ |

注意点
- 出演順は「出演順/出場者数」で表す。

### CM
- 明治パンチサワー
- National
- サントリー
- アサヒ緑健
- 大和ハウス

### その他
- かげろうお銀のお年寄りの交通安全（2003年、東映教育映像部） ‐ 柘植の飛猿